# Archanara cannae
Archanara cannae là một loài bướm đêm trong họ Noctuidae.